# Portret młodej kobiety w czerni
Portret młodej kobiety w czerni – obraz olejny na płótnie autorstwa Anny Bilińskiej-Bohdanowiczowej z 1883 roku. Własność Muzeum Ziemi Kujawskiej i Dobrzyńskiej we Włocławku

## Charakterystyka i historia
Obraz został nabyty przez MZKiD w latach 2001-2005. Po zakupie poddano go konserwacji, w trakcie której odsłonięto miejsce i datę powstania portretu - Paryż, 1883 rok. Krystyna Kotula, była kierowniczka Zbiorów Sztuki, filii MZKiD we Włocławku uważa, że portretowana postać jest tożsama z modelką, która pozowała jej do prac przygotowawczych na jeden z konkursów, a którego Bilińska była kilkukrotną laureatką. 
Obraz jest eksponowany w ramach wystawy stałej Galeria Portretu Polskiego w gmachu głównym MZKiD we Włocławku, otwartej w 2009 roku. Ekspozycja ma na celu ukazanie w układzie chronologicznym przemian stylistycznych, jakie zachodziły w malarstwie portretowym od pocz. XIX wieku do dwudziestolecia międzywojennego. Portret aut. Anny Bilińskiej-Bohdanowiczowej reprezentuje tu realizm II połowy XIX wieku.